# Villamañán
Villamañán es un municipio y villa española de la provincia de León, en la comunidad autónoma de Castilla y León. Se encuentra en la vega del Esla, muy cerca de Valencia de Don Juan, y cuenta con una población de 1076 habitantes (INE 2024).
Originariamente era conocido como Villamagna, nombre que evolucionó hacia su actual versión, Villamañán, aunque también se cree que su nombre pueda venir del árabe, Villamannan, haciendo referencia a los numerosos manantiales de la zona.

## Geografía

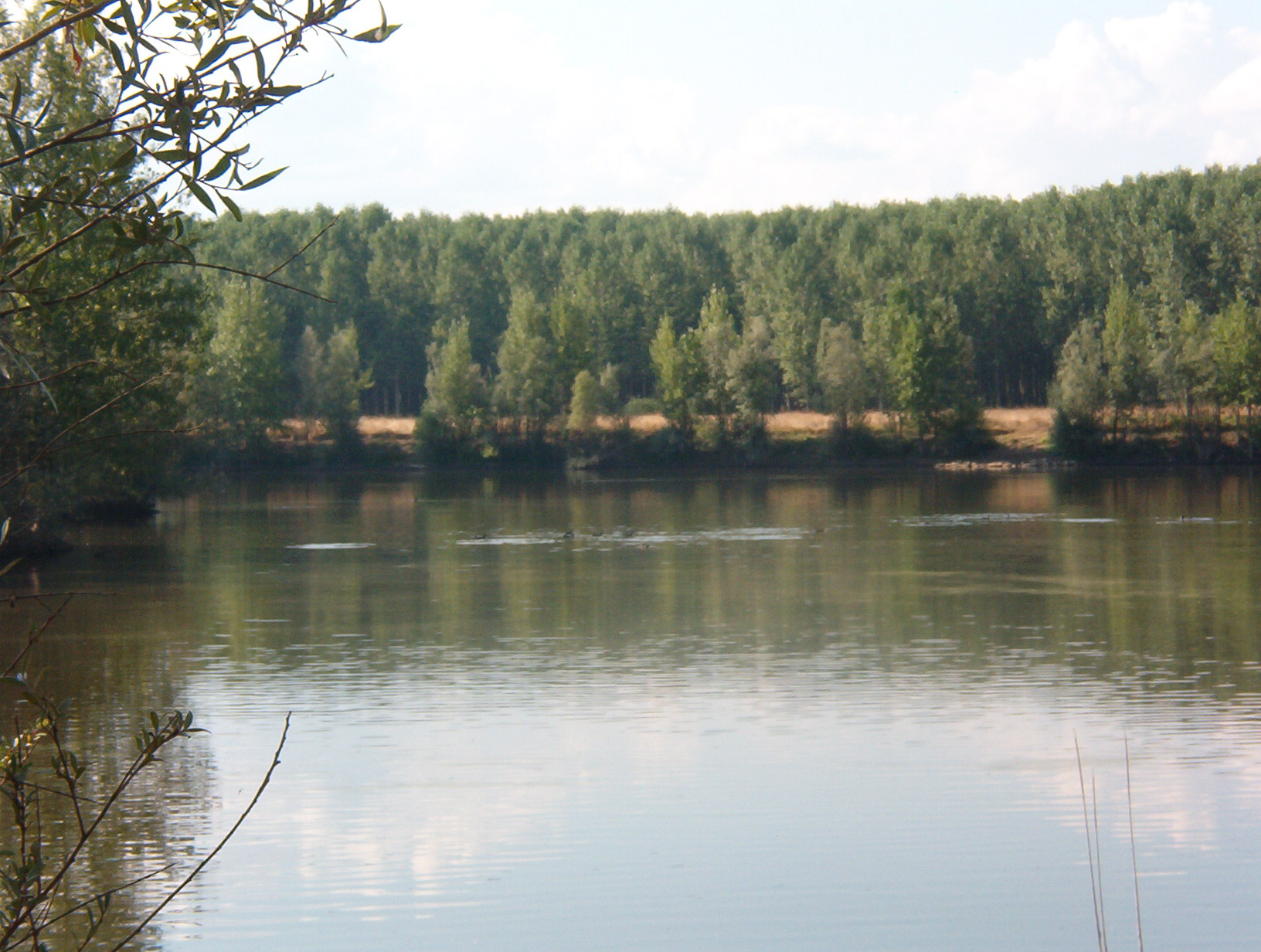
El río Esla marca la orografía de la zona

### Ubicación
Integrado en la comarca del Páramo Leonés, se sitúa a 34 kilómetros de la capital leonesa. El término municipal está atravesado por la Autovía Ruta de la Plata (A-66) y por la carretera nacional N-630, entre los pK 172 y 179, además de por la carretera autonómica CL-621, que conecta con Santa María del Páramo y Valencia de Don Juan, por la carretera provincial LE-411, que se dirige a Laguna de Negrillos, y por carreteras locales que permiten la comunicación con Valdevimbre y Ardón.
| Noroeste: Valdevimbre               | Norte: Ardón                      | Noreste: Cabreros del Río     |
| Oeste: Bercianos del Páramo         |                                   | Este: Fresno de la Vega       |
| Suroeste Pobladura de Pelayo García | Sur: San Millán de los Caballeros | Sureste: Valencia de Don Juan |

### Orografía
La geografía de la zona es característica por lo poco accidentado de su relieve, debido en gran parte a que el río Esla pasa por las inmediaciones, creando una amplia vega. No obstante, esta descripción sólo corresponde a la mitad del municipio, pues la otra mitad, que corresponde a la llanura del Páramo Leonés, es más elevada, igual de llana que la vega pero algo accidentada en la transición entre ambas zonas. Además, es bastante peculiar la existencia de cerros arcillosos elevados sobre la llanura, denominados Oteros, que tradicionalmente eran aprovechados para crear bodegas para el vino. En el término municipal se encuentra el vértice geodésico de El Verde, a una altitud de 806 m s. n. m. La altitud oscila entre los 814 metros al noroeste y los 750 metros a orillas del Esla. El pueblo se alza a 787 metros sobre el nivel del mar.

### Hidrografía
El municipio se encuentra atravesado en su parte oriental por el río Esla, que discurre de norte a sur. Prácticamente paralelo al mismo encontramos el canal del Esla, que riega la vega del río. Por otro lado, también atraviesa el territorio el canal del Trasvase del Páramo Bajo, que surte de agua para riego a otros municipios de la comarca.

### Clima
El clima en el municipio es, como en la mayor parte de la Meseta Norte, un clima mediterráneo continentalizado, levemente alterado por la influencia de la cordillera Cantábrica. Las precipitaciones se reparten de manera irregular, con un máximo en primavera y en otoño y un mínimo en época veraniega. En cuanto a las temperaturas, los inviernos son fríos, con frecuentes heladas y nevadas esporádicas, mientras que los veranos son cortos y calurosos.

## Historia

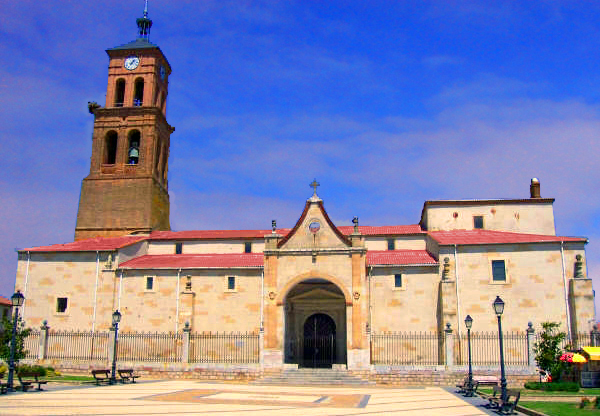
La iglesia y la plaza mayor de Villamañán

### Origen de Villamañán
El origen de la villa tiene dos interpretaciones según unos autores u otros.
Posible origen romano de Villamañán
La casa de los Flórez de Villamañán tiene vinculada la espada y cota de malla de San Marcelo Centurión, patrono de la ciudad de León, donde está la casa del santo y parroquia de su título, con los doce hijos que tuvo el santo con santa Nona, su mujer, que todos fueron mártires. En dicha ciudad y su comarca, es tradición que de dicho san Marcelo desciende la casa de los Flórez de Villamañán, aunque no hay ningún documento que lo acredite ni puede haberlo por la antigüedad del santo, que floreció en el siglo IV de la Iglesia, en tiempo del emperador Diocleciano.
Posible origen mozárabe de Villamañán
El origen más probable de Villamañán se halla documentado en el asentamiento de un Manna o Mannan, de procedencia mozárabe, venido a estas tierras en la época de la primera repoblación, juntamente con otros numerosos inmigrantes de igual origen, que durante el reinado de Ordoño I y especialmente en el de Alfonso III dejaron perpetuada su huella en la amplia comarca ribereña del Esla, en torno al centro monástico de los Santos Justo y Pastor de Ardón. Los signos históricos de aquella repoblación aún perviven, testimoniándose en la toponimia actual la actividad colonizadora de los Mannan, Cete, Luparia, Mariel o Amariel, Algadefe, Amor, Iunez, Fahlon y otros muchos, que lograron estabilizar y prestigiar sus explotaciones agrícolas (vilas o vilares), dejándonos en ellas con el nombre del lugar el recuerdo de su primer colono.

### SigloX
Presumiblemente el primer colono que llegó a Villamañán era de procedencia mozárabe y respondía al nombre de Mannan, como puede deducirse de un documento fechado el 20 de mayo del año 905 y en el que el Rey Alfonso III dona a la iglesia de San Salvador de Oviedo numerosas posesiones, entre las cuales se cita a Villa Mannan. En dicho documento se establece que Villamañán (Villa Mannan) pertenecía al territorio de Coyanza y tenía su propio término territorial, contiguo al río Esla y colindante con el término territorial de San Millán de los Caballeros, que por aquel tiempo recibía el nombre de Sancti Emiliani (San Emiliano).
En el libro Becerro de la Real Colegiata de San Isidoro aparece Villamañán con gran parte de su patrimonio adscrito a los bienes isidorianos, dato que recoge el citado libro en el año 965.
Cuando en las campañas de los años 995 y 996, el caudillo árabe, Almanzor, remontó la ribera del Esla para alcanzar la ciudad de León, ya destacaba en las inmediaciones del valle la presencia de una importante población que se dio en llamar Villa-Magna, que a su vez era remate de otro valle secundario con cabecera en el pueblo de Villadangos. Su paso más inmediato, para enlazar las dos orillas del río Esla, se encontraba en un puente de factura romana -hoy desaparecido- que daba acceso a la fértil vega de Fresno.

### SigloXIX
Se construye el Canal del Esla.

## Demografía
Cuenta con una población de 1076 habitantes (INE 2024). La dinámica demográfica del municipio sigue la tendencia de los núcleos rurales, con un fuerte despoblamiento en favor de los núcleos urbanos, sin embargo, en los últimos años, esta tendencia se ha moderado y el municipio ha conseguido encajar varios años de recuperación demográfica, todos ellos después de la apertura de la Autovía Ruta de la Plata en 2003.
Evolución de la población
| Gráfica de evolución demográfica de Villamañán entre 1842 y 2021 |
| |
| Población de derecho según los censos de población del INE. Población de hecho según los censos de población del INE. En 1976 crece el término del municipio porque incorpora a Villacé. |

Distribución de la población
La población municipal se distribuye de la siguiente forma:
- Villamañán: 956
- Villacé: 101
- Villacalviel: 73
- San Esteban: 88
- Benamariel: 79
- Diseminados: 0

## Economía

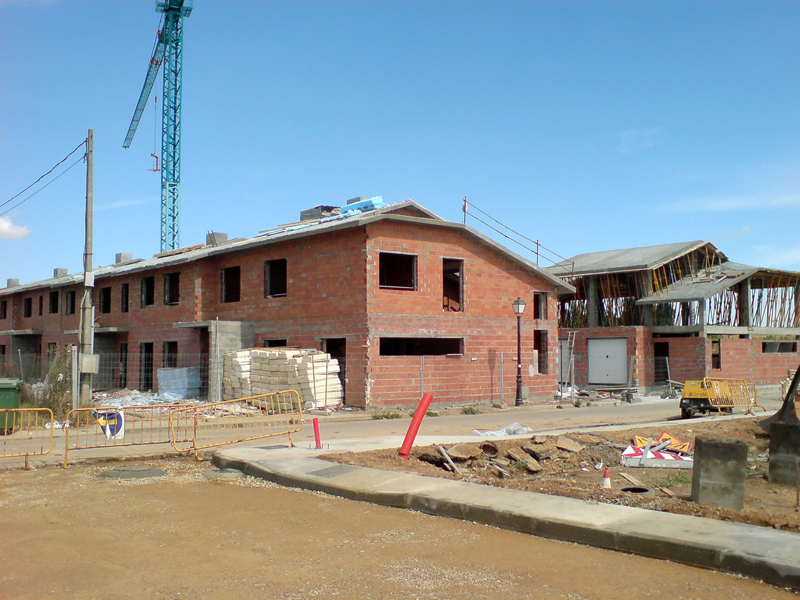
La construcción se ha visto reactivada recientemente con la edificación de nuevas urbanizaciones

La economía de Villamañán es eminentemente agraria, si bien se ve fuertemente influida por su localización junto al eje de la ruta de la plata y al pequeño polo industrial que es Valencia de Don Juan. Esto hace que aunque la economía se sustente en el sector primario, los sectores secundario y terciario tengan cierta relevancia a la hora de generar riqueza.
El sector primario está dominado por una agricultura tanto de secano como de regadío, siendo el cultivo más extendido el maíz, seguida por la remolacha y la cebada. La vid, después de años de destrucción de viñedos está tomando nuevamente importancia, importancia, que sin duda se verá aumentada ahora que los vinos producidos en el municipio pueden optar a la Denominación de Origen.
El sector secundario es escaso y de poca importancia, sin embargo existen algunas fábricas importantes, entre las que destaca la cerámica de Villacé, planta que se dedica a producir ladrillos aprovechando la arcilla de los suelos de la zona. La actividad industrial verá incrementados sus efectivos cuando se finalice el polígono industrial de El Pajuelo, localizado junto a la autovía A-66 (León-Benavente) y junto a un gasoducto que se dirige hacia Gijón, y que contará cuando se termine la primera fase con 160 000 metros cuadrados. Esta apuesta industrial, que está siendo desarrollada por capital privado, está teniendo ya cierto impacto en la economía del municipio, pues ha reactivado el sector de la construcción.
El sector servicios está especializado en aquellas actividades relacionadas con el turismo, debido a la afluencia masiva de turistas provenientes de Asturias principalmente y de otros puntos de la geografía nacional. Muchos de estos turistas conocen Villamañan debido a que su familia o ellos mismos emigraron a sus actuales lugares de residencia desde Villamañan o los alrededores.

## Comunicaciones

### Carreteras
Villamañán se encuentra enclavado entre la transición entre la comarca del Páramo y la vega del Esla
| Identificador | Denominación                     | Itinerario                                      |
| ------------- | -------------------------------- | ----------------------------------------------- |
|               | Autovía Ruta de la Plata         | Discurre entre Sevilla y Gijón.                 |
| N-630         | Carretera de la Ruta de la Plata | Discurre entre Sevilla y Gijón.                 |
| CL-621        | Carretera autonómica             | Comunica Mayorga con Astorga.                   |
| LE-411        | Carretera provincial             | Comunica Villamañán con Saludes de Castroponce. |

Para finalizar, cuenta con un último enlace que conecta Villamañán con Fontecha y la CL-622; conectando a su vez la cabecera con todas las localidades del municipio excepto Benamariel, que se encuentra unida a Villamañán a través de la N-630.

### Transporte aéreo
El aeropuerto de León, que entró en servicio en 1999, es el aeropuerto más cercano, encontrándose a 34 kilómetros de Villamañán.

## Símbolos

El escudo de Villamañán

Escudo cuartelado en cruz. 1.º y 4.º de plata, un león de púrpura linguado y uñado de gules, coronado de oro. 2.º y 3.º de gules, un castillo de oro mazonado de sable y aclarado de azur. Escusón de azur, con tres sardinas de plata. Al timbre corona real cerrada.

## Administración y política
Administración municipal

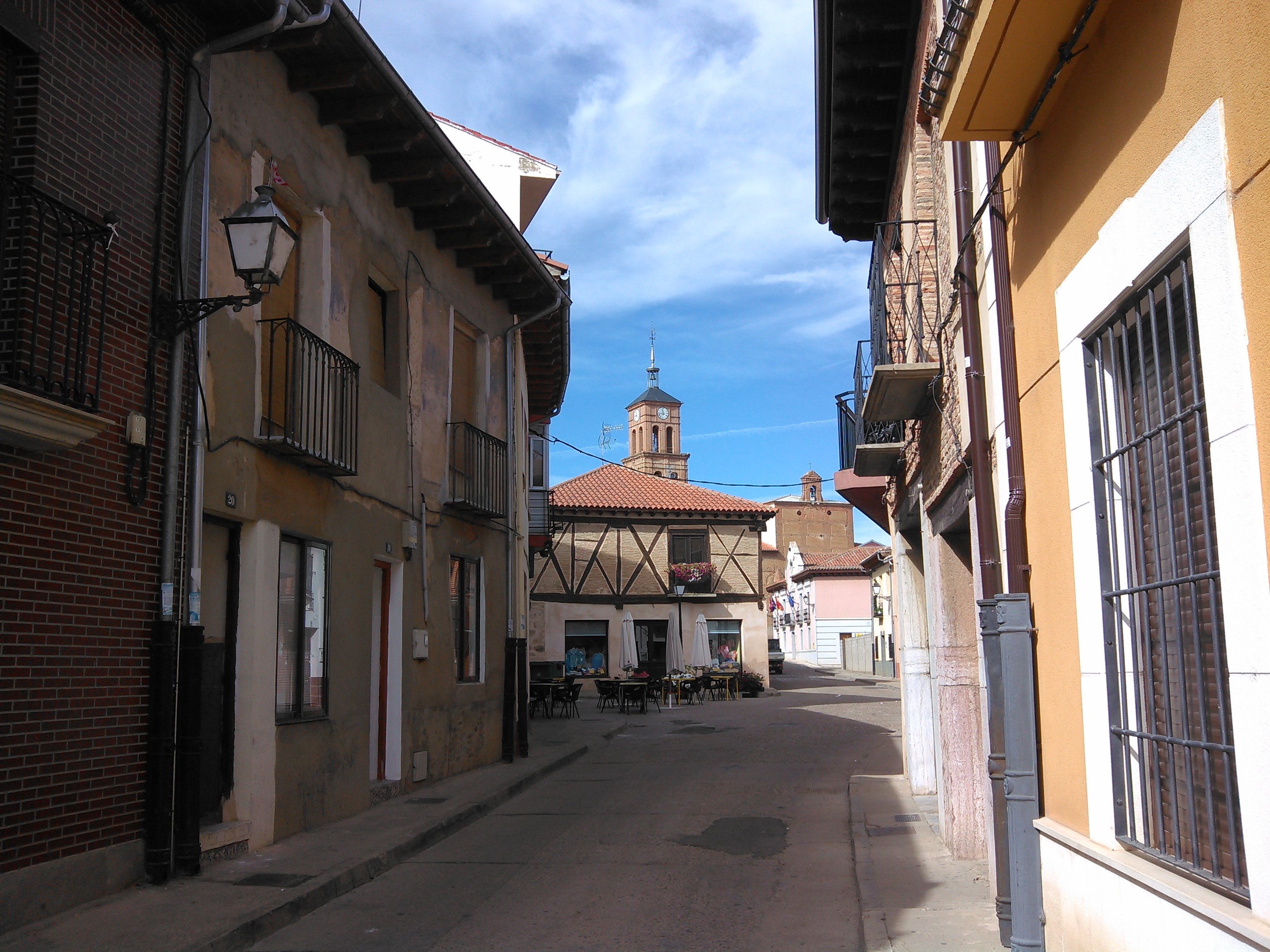
La calle Mayor de Villamañán conduce a la casa consistorial

La administración política del municipio se realiza a través de un ayuntamiento de gestión democrática, cuyos componentes se eligen cada cuatro años por sufragio universal. El censo electoral está compuesto por todos los residentes empadronados en Villamañán, mayores de 18 años y con nacionalidad de cualquiera de los países miembros de la Unión Europea. Según lo dispuesto en la Ley del Régimen Electoral General, que establece el número de concejales elegibles en función de la población del municipio, la corporación municipal está formada por 9 ediles.
| Elecciones municipales 2019                    |       |         |            |
| Partido                                        | Votos | %       | Concejales |
| PP                                             | 340   | 43,93 % | 4          |
| UPL                                            | 249   | 32,17 % | 3          |
| PSOE                                           | 173   | 22,35 % | 2          |
| Alcalde electo: Higinio García Domínguez (UPL) |       |         |            |

.
Áreas municipales
El término municipal, además de la cabecera, incluye los núcleos de Villacé, San Esteban de Villacalbiel, Benamariel y Villacalbiel, muy próximos entre sí exceptuando el caso de Benamariel.
La gestión ejecutiva municipal está organizada en áreas de gestión al frente de las cuales hay un concejal del equipo de gobierno. Cada área de gobierno tiene varias delegaciones en función de las competencias que se le asignan y que son variables de unos gobiernos municipales a otros. Las áreas actuales de gestión del Ayuntamiento son las siguientes:
- Bienestar Social, Cultura, Deportes, Economía y Hacienda, Juventud, Obras Públicas y Agricultura.

Administración judicial
El término de Villamañán se encuentra adscrito al partido judicial de León. El partido cuenta con 7 salas de primera instancia, con una sala de lo contencioso, una sala de menores, tres salas de lo social y una sala de vigilancia penitenciaria y por último con la audiencia provincial que cuenta a su vez con 3 salas de lo civil y lo penal.

## Cultura

### Patrimonio

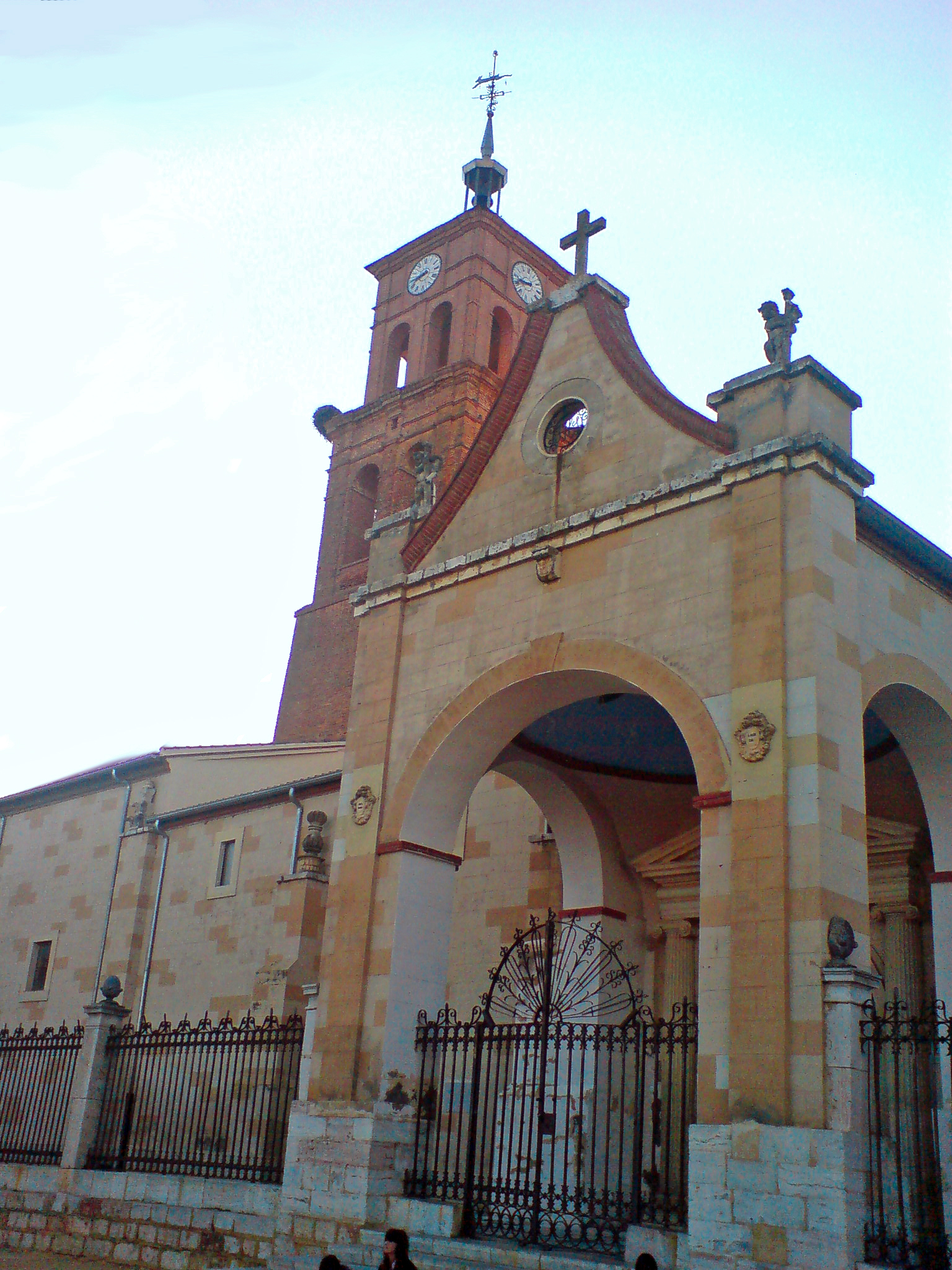
La iglesia corona la plaza mayor

El pueblo ha heredado como legado de su pasado como centro comercial a caballo entre el Páramo y la Vega del Esla, la existencia de dos plazas con soportales. Estas plazas, la Plaza Mayor y la plaza de la Leña, eran el lugar donde se celebraban los mercados, de gran afluencia antaño y que hoy, aunque en franca decadencia, siguen celebrándose en la plaza de la Leña. La plaza Mayor está coronada por la iglesia de la localidad del siglo XVII, presidida a su vez por una gran torre que se ha convertido en el emblema del pueblo, a pesar de sus múltiples derribos y reconstrucciones que han ido alterando su aspecto poco a poco. En su interior destaca a imagen de San Salvador y un retablo con esculturas de Diego Solís del siglo XVIII. El retablo central, el reloj, las campanas, el púlpito y la sillería del coro proceden del ya desaparecido Monasterio de San Pedro de Eslonza en Santa Olaja de Eslonza.
Es destacable también la existencia de una ermita, la ermita de la Zarza, que está consagrada a la patrona del pueblo y que se encuentra prácticamente a las afueras. Según cuenta la leyenda, la Virgen María se apareció en una zarza en las inmediaciones y ordenó a aquellos que presenciaron la aparición que construyesen allí mismo una iglesia en su honor.
Otros elementos de cierta relevancia cultural serían el puente de la antigua N-630, construido en ladrillo y conocido como puente de los veinte ojos y las bodegas, excavadas en los montes o oteros cercanos a la localidad y que en muchos casos han sabido perdurar manteniendo sus elementos tradicionales.

### Museos
Museos de la moto en el viejo cine de la localidad.

### Fiestas
Fiestas de la Zarza

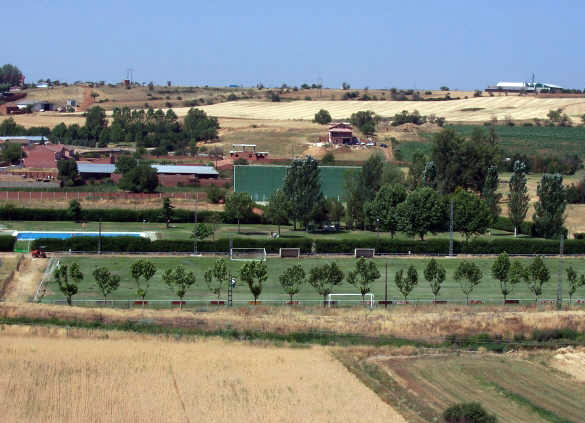
Vista del campo de fútbol, de la piscina y del frontón desde El Cuesto

La mayor fiesta se celebra a principios de septiembre, aproximadamente entre los días 7 y 11 del mes, en conmemoración a la Virgen de la Zarza, patrona del pueblo, y se conoce como fiestas de la Zarza.
Tan típicas como la misma patrona son las enormemente famosas Peñas -agrupaciones de gente del pueblo o gente relacionada con el pueblo, normalmente amigos, que se reúnen en locales dispersados por todo el pueblo o hace años en el "Peñódromo", bajo ciertas condiciones, para celebrar las fiestas-, sin duda son el alma de las fiestas. Es una gran tradición para la gente que celebra las fiestas de la Zarza el ir de peñas, normalmente por la noche y hasta bien pasado el amanecer, visitando diferentes peñas y a sus miembros y disfrutando de lo que tienen que ofrecer, mayoritariamente, aunque no limitado a, bebidas alcohólicas y música.
Durante las fiestas de la Zarza se celebran diferentes actividades por las mañanas y tardes, habitualmente organizadas por las peñas y por el Ayuntamiento, orientadas a todas las edades para garantizar el disfrute de todos los asistentes y que consisten en cosas tales como concursos, campeonatos y exposiciones, siendo el más conocido el Concurso de Paellas, célebre por como muchos de los asistentes acaban en una piscina cada año, voluntaria o involuntariamente. También son tradición las orquestas provenientes de diferentes puntos de la geografía española que actúan en la plaza Mayor todas las noches de las fiestas, los fuegos artificiales que se dan de 2 a 3 noches durante las fiestas y los adorados programas de fiestas que son repartidos por todas las casas y establecimientos del pueblo pocos días antes del comienzo de las fiestas de la Zarza.
Otras características muy típicas de las fiestas de la Zarza son las atracciones y puestos que se agrupan en la plaza Mayor y sus alrededores durante estos días, así como la inauguración de las fiestas, que consiste en un lanzamiento de cohetes y sonido de campanas, la proclamación de la reina y damas de las fiestas -las 5 chicas locales de 16 años, en caso de haber más de 5 se celebra una votación entre todas las chicas de 16 años para elegir quiénes serán las 5, en caso de haber menos de 5 participarán todas las locales de 16 años y además se incluirá a tantas chicas de 16 años no locales pero relacionadas con el pueblo como sean necesarias hasta llegar a 5- y el desfile de carrozas -carros normalmente remolcados por tractores en los que los miembros de cada peña hacen un espectáculo disfrazándose siguiendo una temática-, cada carroza representando a una peña, recorriendo las calles del pueblo y siendo la más original premiada por el Ayuntamiento.
San Antonio
Aunque la fecha oficial es el 13 de junio, siempre se celebra el domingo anterior o posterior a esta fecha.
En honor a San Antonio, otro patrón característico según la creencia popular por traer buena suerte a los solteros y ayudarles a encontrar a su media naranja. Célebre por la hermosa hoguera que se realiza al comienzo de la noche frente a la entrada principal al parque conocido como El Jardín y que varios vecinos del pueblo saltan. En esta noche es también muy típica la orquesta que actúa en la plaza Mayor desde el comienzo de la noche hasta altas horas de la madrugada, siendo cada año diferente y proviniendo de diversos puntos de España, así como la incisión que se hace en la actuación de la orquesta a avanzadas horas de la noche para entregar los premios correspondientes a un sorteo de papeletas del pueblo y para repartir el inmensamente típico orujo y galletas entre todos los asistentes. Hoy en día, tras la finalización de la actuación de la orquesta, muchos son los que continúan la fiesta hasta avanzadas horas de la madrugada e incluso pasado el amanecer en el famoso Pub Savoy, diversos bares del pueblo o en El Jardín.
Santiago
Aunque la fecha oficial es el 25 de julio, se celebra el sábado anterior o posterior a esta fecha.
A diferencia de otros días de fiesta nacional, el día de Santiago tiene una especial relevancia y es enormenente celebrado, además de ser una fiesta nacional es celebrado como una fiesta local. Muy típico en este día es reunirse por la tarde normalmente en El Jardín (aunque algunas veces ha sido en el recinto escolar conocido como Las Escuelas) y tomar alimentos y bebidas que son repartidos a cargo del Ayuntamiento entre todos los asistentes, siendo lo más típico pan y chorizo. La celebración continúa hasta altas horas de la madrugada y además incluye una orquesta que suele empezar su actuación al comienzo de la noche.
San Marcos

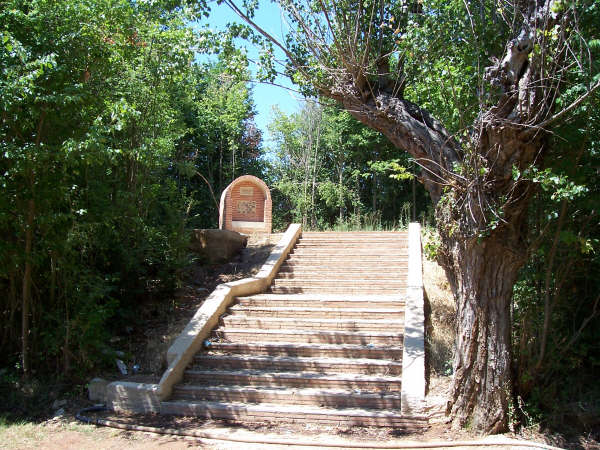
Fuente en El Jardín, donde se celebra la fiesta de Santiago

25 de abril. Probablemente el día festivo con menos afluencia de visitantes.
En este día, los vecinos acuden por la mañana o tarde a los alrededores de la ermita de San Pedro, situada entre los pueblos de Villamañán y Villacé y frente al nuevo cementerio, y toman bebidas y el enormemente típico pan con queso que es repartido a cargo del Ayuntamiento. En algunas ocasiones una orquesta actúa en el pueblo.
Sábado de Piñata
Se celebra el sábado siguiente al último sábado de Carnaval, normalmente en febrero o marzo.
Junto con la fiesta de San Marcos, probablemente es el día festivo con menos afluencia de visitantes. Se celebra un concurso y baile de disfraces por la noche en la casa de cultura o salón cultural que dura hasta altas horas de la madrugada, por lo que es típico disfrazarse entre los asistentes y vecinos del pueblo. También actúa una orquesta y se sirven bebidas. Antiguamente el concurso y baile de disfraces se realizaba en el famoso bar El Casino.

### Gastronomía
Vinos

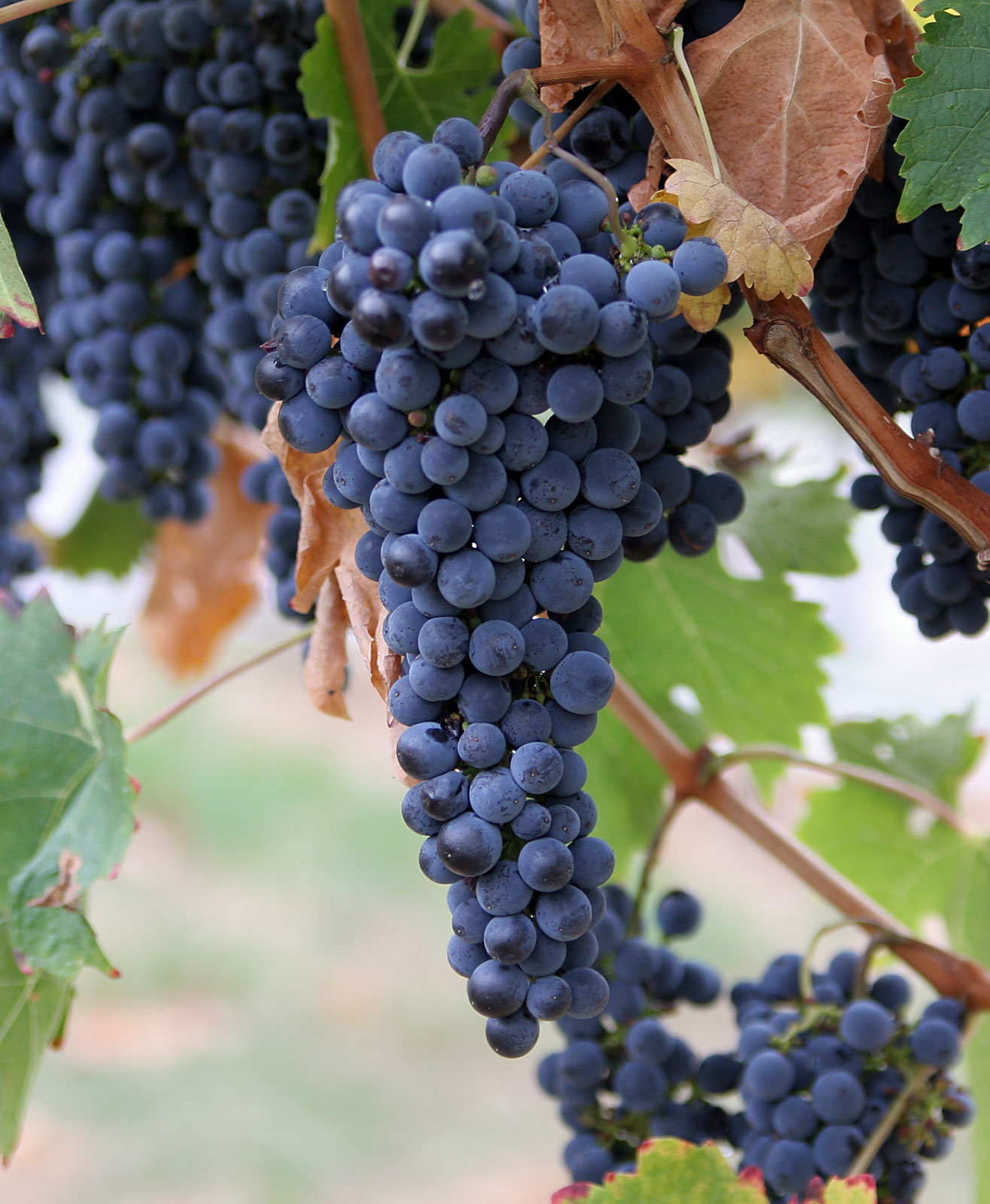
El vino, producido a partir de la uva Prieto Picudo, es tradicional en la zona

Destaca la producción de vino sobre un tipo de uva autóctona conocida como Prieto Picudo y bajo la Denominación de Origen de Tierras de León. Además de con dicha uva, en el municipio se elaboran vinos con Verdejo, Mencía y Tempranillo entre otras.
El vino tradicionalmente se fabrica en las pequeñas bodegas excavadas en los montes cercanos a las localidades del municipio, como es típico del medio rural leonés de tradición vitivinícola, hoy día, la fabricación del vino en dichas bodegas está en franca decadencia y ha sido suplantada por la fabricación del vino en las bodegas modernas del municipio.
Quesos
Ya clausurada, durante muchos años existió una fábrica de quesos propiedad de los hermanos Tomás, en la que se fabricaba y vendía un queso curado de oveja de enorme calidad y muy típico.

## Deporte
Equipos más representativos de Villamañán
| Equipo                    | Deporte | Categorías | Estadio                               | Creación |
| ------------------------- | ------- | ---------- | ------------------------------------- | -------- |
| Club de Fútbol Villamañán | Fútbol  | Aficionado | Polideportivo municipal de Villamañán | 2012     |

Equipos representativos y desaparecidos
| Equipo                    | Deporte | Estadio                               | Creación | Desaparición |
| ------------------------- | ------- | ------------------------------------- | -------- | ------------ |
| Club Deportivo Villamañán | Fútbol  | Polideportivo municipal de Villamañán |          |              |